# اچ‌ام‌اس ترنچانت (پی۳۳۱)
اچ‌ام‌اس ترنچانت (پی۳۳۱) (به انگلیسی: HMS Trenchant (P331)) یک زیردریایی بود که طول آن ۲۷۶ فوت ۶ اینچ (۸۴٫۲۸ متر) بود. این زیردریایی در سال ۱۹۴۳ ساخته شد.